# 간나베역
간나베역(일본어: 神辺駅)은 일본 히로시마현 후쿠야마시에 위치한 서일본 여객철도 · 이바라 철도의 철도역이다. JR 서일본 후쿠엔 선의 소속역이며, 이바라 철도의 노선인 이바라 선이 이 역을 기.종점으로 하고 있다. JR 서일본의 경우 상대식 승강장 2면 2선의 구조를 갖췄으며, 이바라 철도는 단선 승강장 1면 1선의 구조를 갖춘 지상역이다.

## 타는 곳
| JR 서일본 승강장   | JR 서일본 승강장        | JR 서일본 승강장        | JR 서일본 승강장   | JR 서일본 승강장     |
| ------------------ | ----------------------- | ----------------------- | ------------------ | -------------------- |
| 1                  | ■ 게이비 선             | 상행                    | 후쿠야마 방면      |                      |
| 2                  | ■ 게이비 선             | 하행                    | 후추 · 미요시 방면 |                      |
| 2                  | ■ 이바라 철도 이바라 선 | ■ 이바라 철도 이바라 선 | 이바라 · 소자 방면 | 후쿠야마 시발 열차만 |
| 이바라 철도 승강장 |                         |                         |                    |                      |
|                    | ■ 이바라 철도 이바라 선 | ■ 이바라 철도 이바라 선 | 이바라 · 소자 방면 | 당 역 시발           |

## 이용 현황
| 연도   | JR                | 이바라 철도       |
| 연도   | 1일 평균 승차인원 | 1일 평균 승차인원 |
| ------ | ----------------- | ----------------- |
| 2001년 | 1,225             | 36                |
| 2002년 | 1,208             | 63                |
| 2003년 | 1,240             | 93                |
| 2004년 | 1,208             | 60                |
| 2005년 | 1,159             | 조사 없음         |
| 2006년 | 1,162             | 236               |
| 2007년 | 1,213             | 조사 없음         |
| 2008년 | 1,186             | 211               |
| 2009년 | 1,148             | 조사 없음         |
| 2010년 | 1,132             | 233               |
| 2011년 | 1,134             | 조사 없음         |
| 2012년 | 1,197             | 조사 없음         |
| 2013년 | 1,348             | 318               |
| 2014년 | 1,332             | 조사 없음         |

## 역 주변
- 국도 제313호선
- 간나베 성 터

## 인접 역
| 후쿠엔 선             | 후쿠엔 선   | 후쿠엔 선                       |
| --------------------- | ----------- | ------------------------------- |
| 요코오 후쿠야마 방면  | ■ 후쿠엔 선 | 유다무라 시오마치 · 미요시 방면 |
| 이바라 철도 이바라 선 |             |                                 |
| 유노 소자 방면        | ■ 이바라 선 | 시·종착역                       |